# Zərdab (raion)
Zərdab est l'une des 78 subdivisions de l'Azerbaïdjan. Sa capitale se nomme Zərdab.

## Histoire
Le nom de Zərdab est mentionné dans les publications historiques datant du XVIe siècle. En tant que rayon, Zərdab a été créé le 5 février 1935. Il fait partie de la plus grande région économique d'Arran qui comprend également les rayons Agjabadi, Agdach, Beylagan, Barda, Bilassouvar, Goytchay, Hajigaboul, Imichli, Kurdamir, Nefttchala, Saatli, Sabirabad, Salyan et Udjar,.

### Étymologie
Zərdab est un mot persan (زردآب Zardab) qui signifie « eau jaune ». Il y a plusieurs interprétations de la traduction. Certains interprètent l’Eau Jaune comme une "eau sale" se référant aux débris sales laissés après les inondations historiques du fleuve Koura qui traverse la région de Zərdab. Ces inondations n’ont plus lieu depuis la construction du réservoir de Mingatchevir qui a empêché le débordement de la Koura. Une autre version indique que le terme "jaune" fait référence à la couleur dorée. C'est-à-dire qu'après les inondations, le fleuve survolé livrait l'eau nécessaire à la dérogation[Quoi ?], la rendant ainsi aussi précieuse que l'or. Enfin, dans la troisième version, il est fait référence à l’interprétation secondaire du mot "Zard" qui signifie aussi "oiseau mangeable", qui à son tour désigne les oiseaux « Zərd-əncirquşu » qui se trouve dans l’habitat de Zərdab.

## Géographie
Le rayon de Zardab est situé dans le centre de l’Azerbaïdjan. La zone se situe dans une zone de plaine, dans certaines zones situées au-dessous du niveau de la mer. La superficie est de 860 km2. Zardab constitue environ 1% du pays et 4% de la zone économique d'Arran.  La distance entre Bakou et le centre régional est de 231 km.

## Population
Selon les données de 2008, la population de Zardab est de 51 800 personnes. 17% de la population vit dans les villes, 73% vivent dans des villages. La population principale de la région est constituée par les Azerbaïdjanais. Il y a aussi une minorité russe, ukrainienne, lezgienne et tatare vivant dans la région,.
| Groupe ethnique | 1999       | 1999   | 2009       | 2009   |
| Groupe ethnique | Population | %      | Population | %      |
| Total           | 46 091     | 100.00 | 52 870     | 100.00 |
| Azéris          | 46 009     | 99.82  | 52 846     | 99.95  |
| Russes          | 50         | 0.11   | 19         | 0.04   |
| Tatars          | 10         | 0.02   | 1          | 0.00   |
| Ukrainiens      | 10         | 0.02   | 0          | 0      |
| Turcs           | 7          | 0.01   | 0          | 0.00   |
| Lezgins         | 3          | 0.01   | 1          | 0.00   |
| Avars           | 1          | 0.00   | 0.00       | 0.00   |
| Autres          | 1          | 0.00   | 3          | 0.01   |

## Éducation
La première école secondaire a été ouverte en 1880 à Zardab par le publiciste azerbaïdjanais Hassan bey Zardabi.

## Économie
Zardab est l'un des principaux rayons agricoles du pays. Les secteurs de la culture des céréales et du coton, ainsi que de l'élevage, ont joué un rôle important dans l'économie de rayon. Il existe des usines de transformation du coton,  de briques,  d'asphalte, les usines laitières et des boulangeries au rayon.

## Climat
Les hivers à Zardab sont doux, les étés sont chauds.  Le rayon de Zardab possède un climat subtropical sec. La température atteint 41-44 °C en été et + 3 °C en hiver. Les précipitations annuelles sont de 335 mm.

## Personnes célèbres
- Hassan Béy Zardabi

## Villes
Le rayon de Zardab possède 42 colonies, dont 1 ville, 1 règlement (Béyimli) et 40 villages.
La ville principale du rayon est Zardab.  

## Galerie

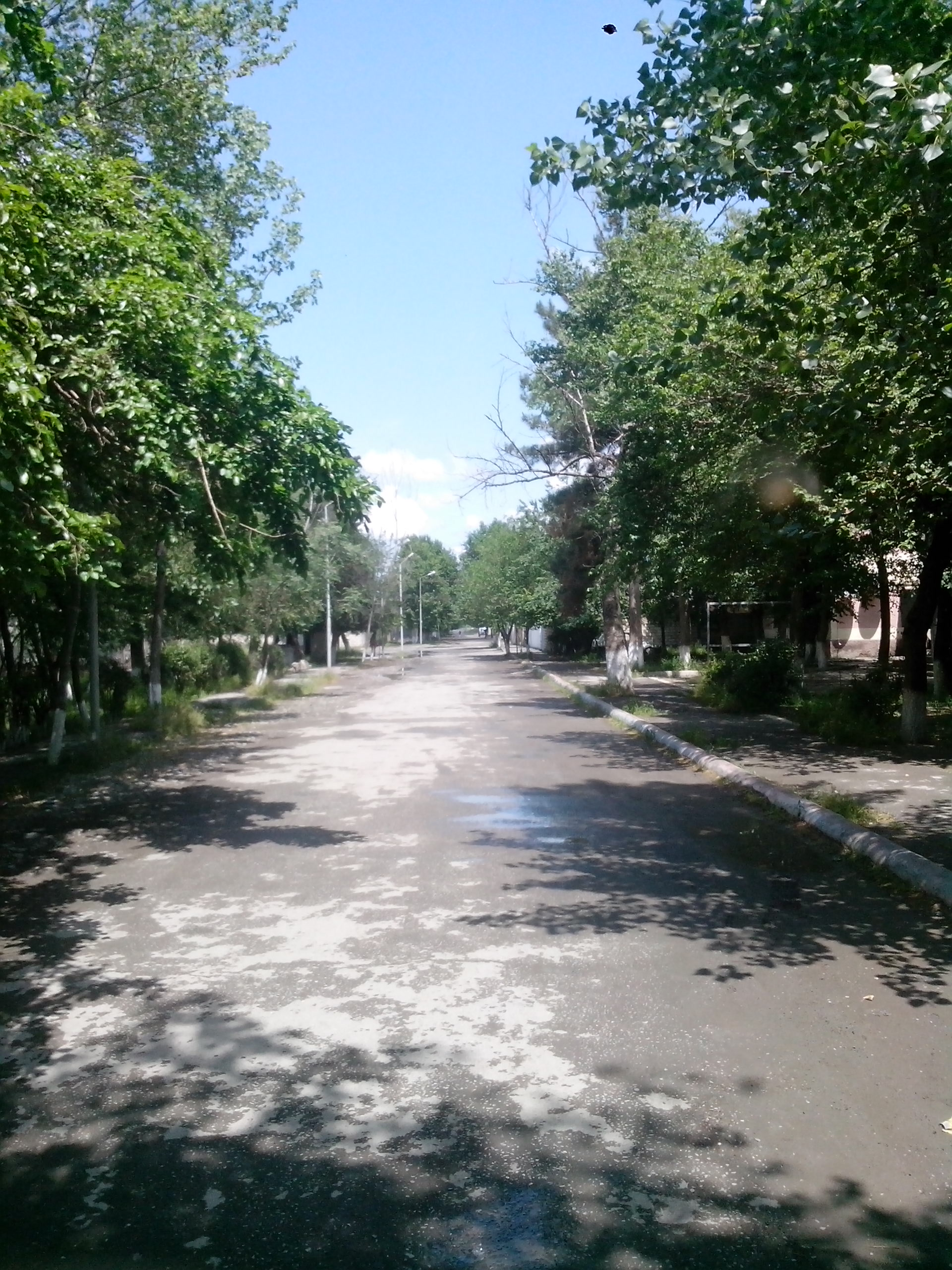
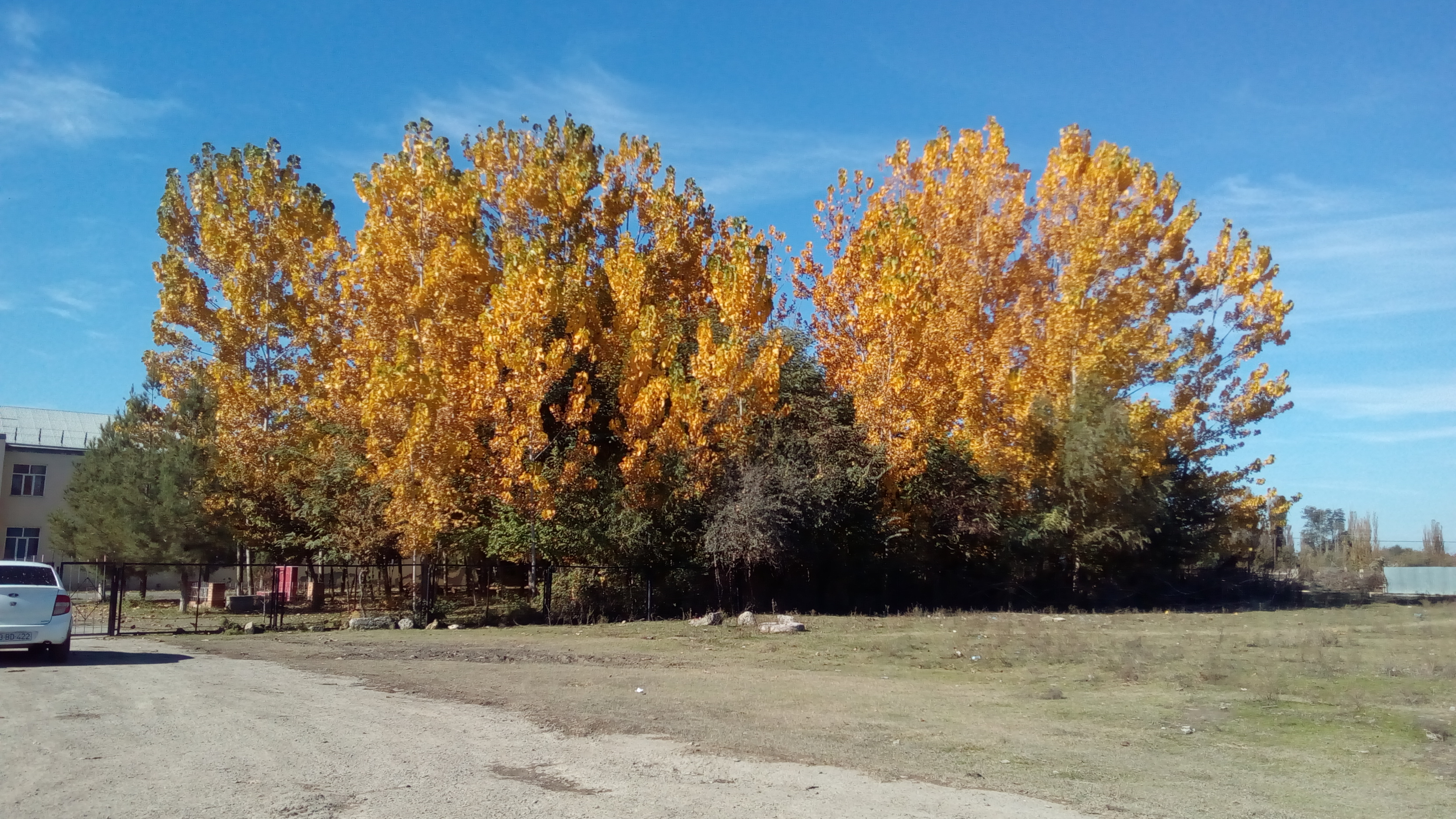
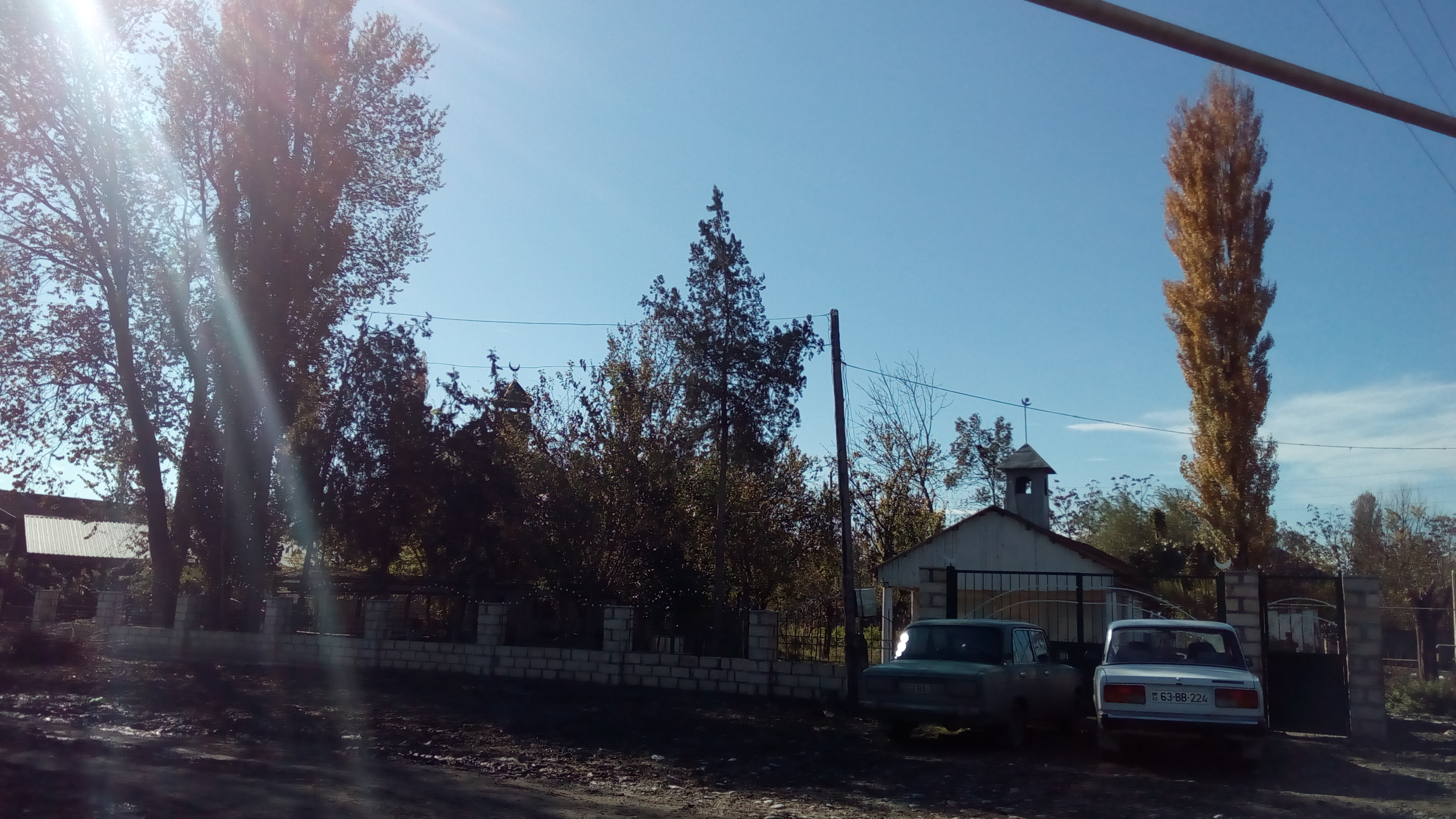
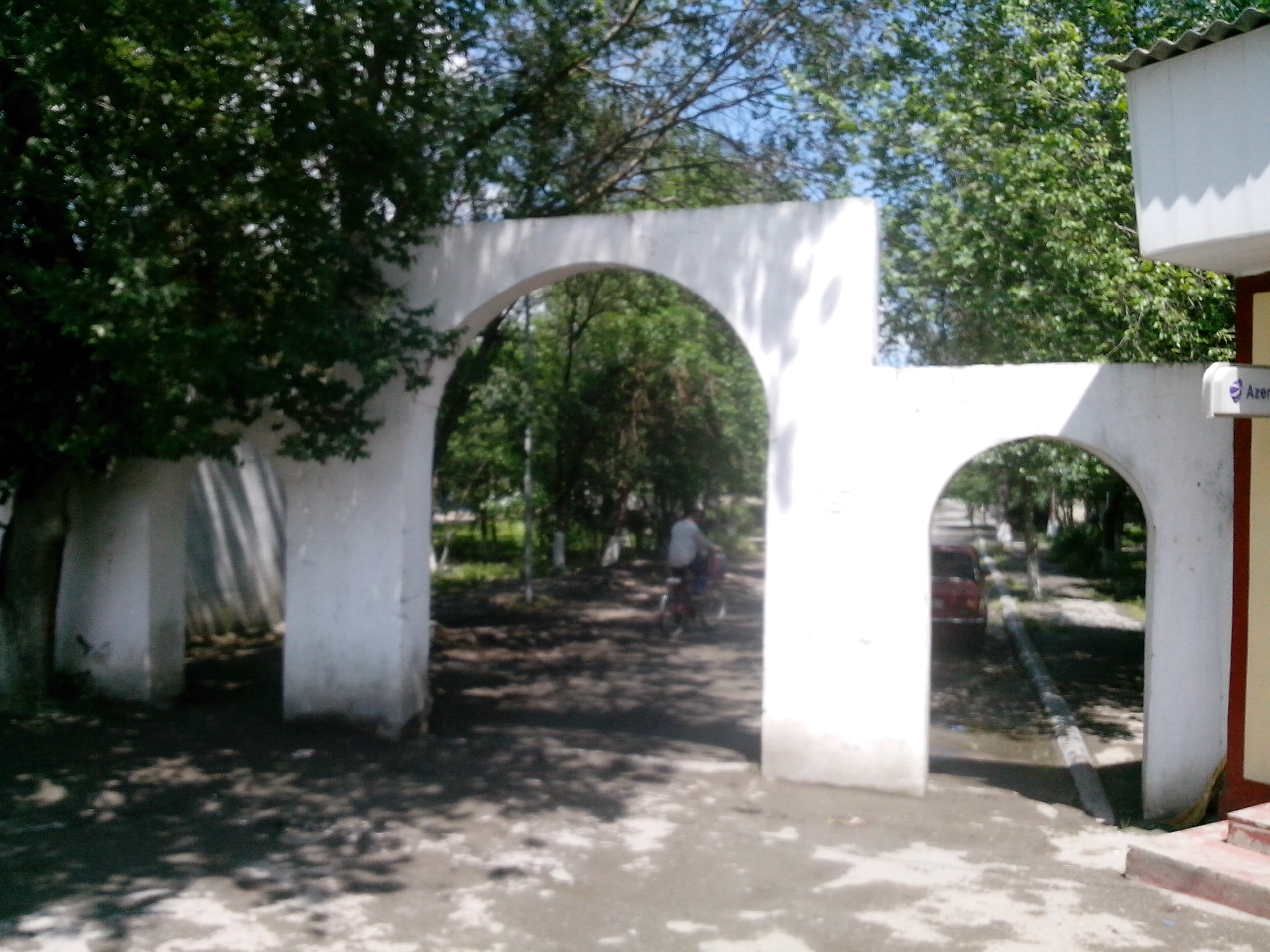
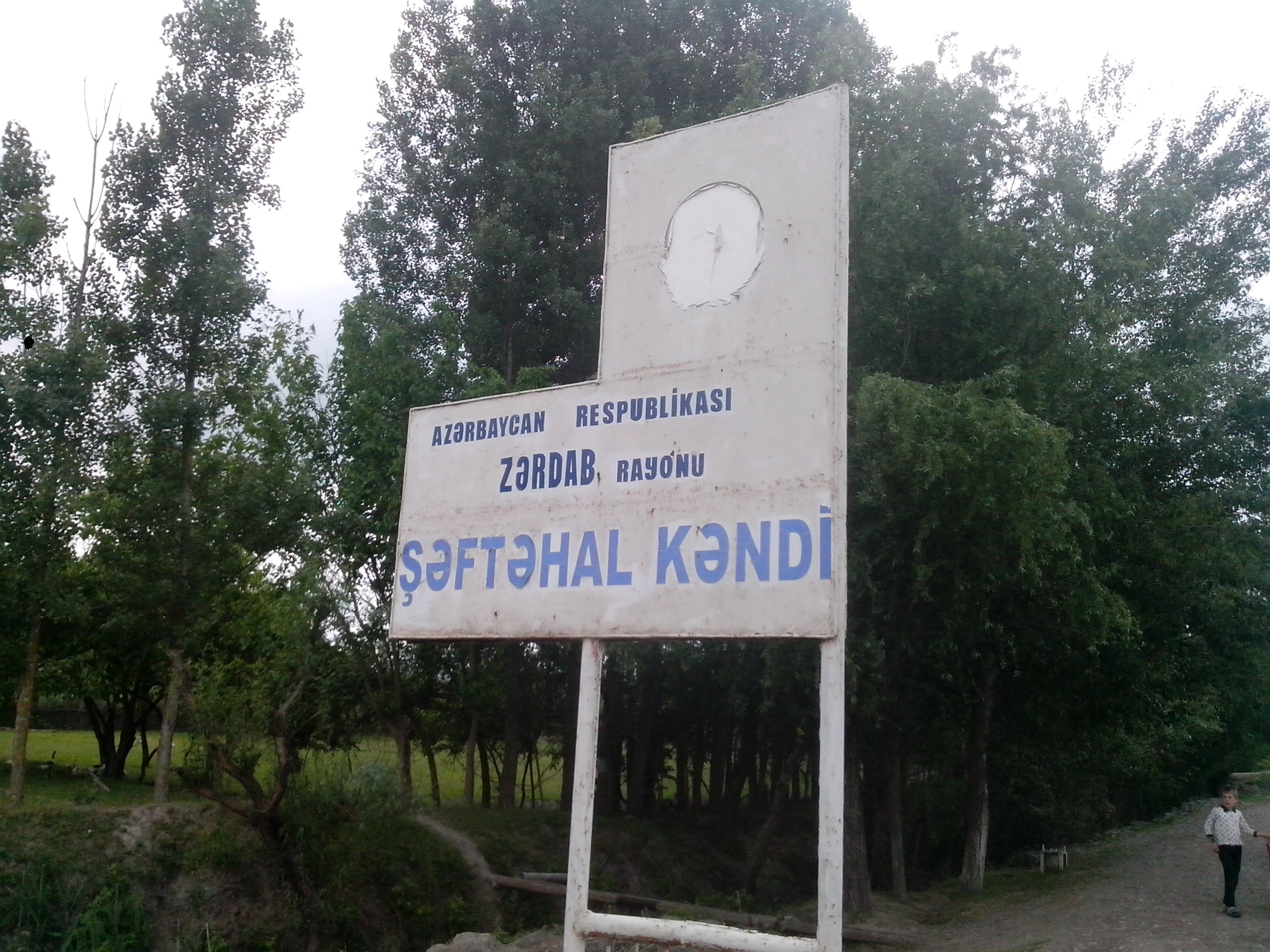

### Villages
| Bitchagtchi        | Mammadgassimli | Khanmammadli      | Dali Gouchtchou  |
| Youkhari Seyyidler | Godakgobou     | Alibayli          | Dakkaoba         |
| Sileyli            | Yarmammadbaghi | Allahgouloubaghi  | Issagbaghi       |
| Korpukand          | Lalaagadji     | Tchalli           | Garavalli        |
| Malikli            | Parvanli       | Malikoumoudlou    | Beuyuk Dakka     |
| Bourounlou         | Galma          | Birinci Alidjanli | Nazaralili       |
| Goroubaghi         | Salahli        | Ikindji Alidjanli | Chikbaghi        |
| Sarigaya           | Husseinkhanli  | Djulovkhanli      | Kandabil         |
| Aghabaghi          | Chahhusseinli  | Chaftahal         | Achagi Seyyidlar |
| Alvand             | Otmanoba       |                   |                  |